# Princip ekvivalence

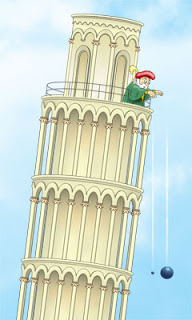
Princip ekvivalence vychází z Galileim formulovaného zákona padajících těles

Princip ekvivalence je fyzikální zákon o rovnosti gravitační a setrvačné hmotnosti. Je zásadním principem v teorii relativity.
(Slabý) princip ekvivalence byl znám již v klasické fyzice, kde říká, že předmět se v gravitačním poli pohybuje po stejné trajektorii bez ohledu na svou hmotnost a fyzikální složení. Tedy že gravitační síla působící na předmět o hmotnosti m je přímo úměrná setrvačné síle působící na předmět o stejné hmotnosti m. Na malou kuličku působí slabá gravitační síla, která musí překonávat slabou setrvačnou sílu, na dělovou kouli působí velká gravitační síla a ekvivalentně větší setrvačná síla. Při volném pádu jejich rychlost poroste stejným tempem a budou padat stejně, při urychlení na stejnou rychlost jiným směrem („vystřelením z děla“) se budou pohybovat po stejné křivce, protože proti gravitační síle bude působit ekvivalentní setrvačná odstředivá síla. Je to lépe pozorovatelné ve vesmíru, kde se např. malý satelit i velká planeta pohybují stejnou rychlostí po stejné oběžné dráze, na Zemi trajektorii ovlivňují další vlivy, zejména odpor vzduchu. Na Měsíci je atmosféra zanedbatelná, proto tam astronaut David Scott při misi Apollo 15 v roce 1971 mohl demonstroval princip ekvivalence uputěním kladiva a pírka, které na měsíční povrch dopadly současně.

Einsteinovnův princip ekvivalence vesmírného stavu beztíže a volného pádu

Einsteinův princip ekvivalence se nazývá odvozený princip, že v zásadě nelze rozlišit působení gravitace od působení efektu zrychlení, na kterém je založena speciální teorie relativity. Vysvětluje to známý myšlenkový experiment s výtahem: Pokud stojíte v uzavřené kabině výtahu, fyzicky nepoznáte, zda síla přitahující vás k podlaze je gravitace Země (kabina stojí na zemi), nebo síla zrychlení kabiny pohybující se mimo gravitační pole Země (kabina je urychlována raketou ve vesmíru). Podobně nepoznáte, zda se v kabině volně vznášíte ve stavu beztíže proto, že se kabina nachází v klidu ve vesmíru, nebo protože vy i kabina padáte volným pádem v gravitačním poli Země.
Silný princip ekvivalence říká, že stejný princip by se měl vztahovat i na energii elektromagnetického pole na základě ekvivalence hmotnosti a energie (E = mc²).

## Experimentální ověřování a význam pro teoretickou fyziku
Eötvösovy experimenty prováděné od roku 1885 přinesly první přesná data potvrzující princip. Následně byla experimentálně ověřována platnost ekvivalence s narůstající přesností, francouzská sonda MICROSCOPE vyslaná v roce 2016 ověřila platnost s přesností 10−15. Není však prokázána absolutní platnost. Platnost silné principu ekvivalence byl ověřován pomocí měsíčních reflektorů, které od mise Apollo 11 (1969) slouží k odrazu laserového paprsku primárně k měření vzdálenosti Měsíce.
Platnost slabého principu ekvivalence je nezbytný pro platnost obecné teorie relativity, která je ve fyzice od roku 1919 uznávanou teorií gravitace definující ji jako zakřivení prostoročasu. Platnost principu je proto zásadní i pro ověřování alternativních teorií gravitace, zejména teorií kvantové gravitace a její propojení s ostatními základními interakcemi do jedné teorie.